# Encore heureux
Encore heureux is een Franse filmkomedie uit 2016 van Benoît Graffin. De film ging in première op 15 januari op het festival international du film de comédie de l'Alpe d'Huez.

## Verhaal
Marie is uitgekeken op haar onverschillige en werkloze man Sam. Hij verloor twee jaar geleden zijn job als kaderlid en wijst alle jobaanbiedingen die zijn vrouw hem geeft af. Ze laat zich verleiden door een rijke maar onbekende man, maar wanneer plots hun buurvrouw overlijdt terwijl hun dochter Alexia bij haar op pianoles was gooit dit het hele familieleven overhoop.

## Rolverdeling
| Acteur             | Personage |
| ------------------ | --------- |
| Sandrine Kiberlain | Marie     |
| Edouard Baer       | Sam       |
| Carla Besnaïnou    | Alexia    |
| Mathieu Torloting  | Clément   |
| Guilaine Londez    | conciërge |
| Benjamin Biolay    | Antoine   |